# Larroque (Haute-Garonne)
Larroque (okzitanisch Era Arròca) ist eine französische Gemeinde mit 292 Einwohnern (Stand 1. Januar 2022) im Département Haute-Garonne in der Region Okzitanien (vor 2016 Midi-Pyrénées); sie gehört zum Arrondissement Saint-Gaudens und zum Kanton Saint-Gaudens. Die Einwohner werden Larroquais genannt.

## Geografie
Larroque liegt in der historischen Provinz Comminges, etwa 18 Kilometer nordnordwestlich von Saint-Gaudens an der Save und ihrem Zufluss Seygouade. Umgeben wird Larroque von den Nachbargemeinden Sarrecave und Nizan-Gesse im Norden, Montmaurin im Norden und Nordosten, Sarremezan im Nordosten, Cardeilhac im Osten, Lodes im Südosten, Le Cuing im Süden, Saint-Plancard im Süden und Südwesten, Cazaril-Tambourès im Südwesten und Westen sowie Balesta im Westen.

## Bevölkerungsentwicklung
| Jahr                       | 1962 | 1968 | 1975 | 1982 | 1990 | 1999 | 2008 | 2020 |
| Einwohner                  | 544  | 542  | 466  | 426  | 415  | 335  | 309  | 289  |
| Quellen: Cassini und INSEE |      |      |      |      |      |      |      |      |

## Sehenswürdigkeiten

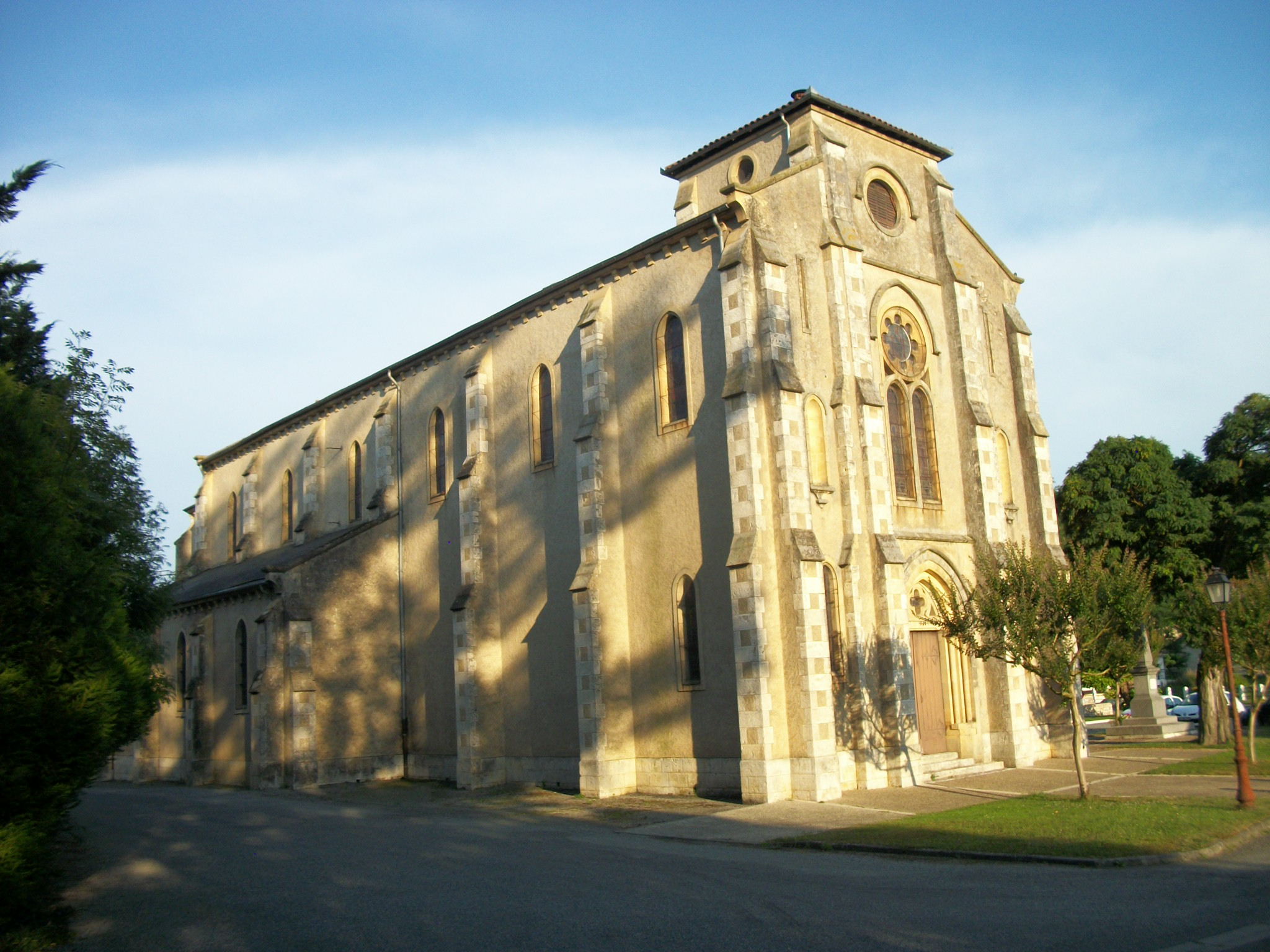
Kirche Saint-Saturnin

- Kirche Saint-Saturnin
- Donjon aus dem 12. Jahrhundert, seit 1930 Monument historique